# Baba Laddé
Baba Laddé (« père de la brousse » en langue peule utilisé pour désigner le lion) ou général Baba Laddé est un chef de faction politico-militaire tchadien peul. Il est aussi appelé Abdel Kader Baba Laddé et son vrai nom est Mahamat Abdoul Kadre Oumar ou Abdelkader Mahamat.

## Biographie
Il est né le 21 juillet 1970 à Gounou Gaya dans le Mayo-Kebbi Est et est d'origine Baguirmienne du côté de son père et d'ethnie peul de la lignée de sa mère.
Gendarme, il entre en rébellion le 15 octobre 1998 en fondant un groupe armé, le Front populaire pour le redressement (FPR). Il est emprisonné une première fois de novembre 1998 à septembre 1999. Il se réfugie ensuite plusieurs années au Nigeria. Il rejoint avec ses combattants du FPR le Darfour de 2006 à 2008 aux côtés des autres groupes rebelles. Il est ainsi pendant quelques mois commissaire à la Défense de la coalition Forces unies pour le changement (FUC), la coalition rassemblant la plupart de ces groupes. En 2008, il rejoint la Centrafrique avec ses hommes.
Il est arrêté par les forces tchadiennes à Bangui en 2009 alors qu'il participait à des négociations, mais emprisonné à N'Djaména, il réussit à s'échapper en 2010.
Le 23 décembre 2011, dans un article intitulé « Centrafrique: Laddé, l'homme qui veut libérer les Peuls », le journal Jeune Afrique affirme que Baba Laddé veut unir les mouvements peuls avec AQMI, le Front Polisario, les Touaregs et les indépendantistes de l'Ogaden. Il pourrait toutefois s'agir d'une campagne de désinformation pour discréditer l'opposant tchadien.
Le 23 janvier 2012, les armées tchadiennes et centrafricaines lancent une offensive contre ses bases situées près de Kaga-Bandoro, Kabo, Ouandago, Gondava (centre-nord de la Centrafrique), causant des pertes aussi bien chez les rebelles FPR que chez les civils et les militaires des deux pays. Baba Laddé et la plupart de ses hommes quittent alors le secteur. The Guardian affirme le 7 mars 2012 que 16 000 personnes ont été déplacées à la suite de ces combats, en mai l'ONU parle de 22 000 déplacés.
Selon le chercheur Roland Marchal, « Ce qui est différent, c'est le fait qu'il (Baba Laddé) a été capable d'avoir un discours politique qui ne s'est pas enfermé dans les frontières de la Centrafrique, et dans les revendications localistes. Il a développé un argumentaire sur la marginalisation des pasteurs peuls bororos. »
Dans un entretien à RFI le 28 février 2012, Baba Laddé affirme que son nouvel objectif est de renverser les régimes tchadien et centrafricain. À ce moment, le mercenaire roumain Horațiu Potra, ancien légionnaire, lui propose son aide.
Le 16 mars 2012, Pierre Buyoya, ancien président du Burundi, affirme « Quant à Baba Laddé, on sait depuis longtemps que c'est un bandit, un coupeur de route. Je suis surpris de voir qu'il a maintenant des revendications politiques. Est-il manipulé ? Peut-être. »
Selon The Huffington Post du 20 avril 2012 et Human Rights Watch, Baba Laddé et ses hommes se trouveraient à cette date dans le sud-est de la Centrafrique, dans la zone où opère la LRA,.
Le 1er juin 2012, Baba Laddé déclare à RFI qu'il se trouve au Soudan du Sud. Il s'installe à Boro Madina (ou Boro Medina) dans l'État du Bahr el Ghazal occidental, dans le comté de Raga.
Le 23 juillet 2012, Idriss Déby déclare à Jeune Afrique que Baba Laddé « est un ex-gendarme tchadien devenu coupeur de route et trafiquant d’ivoire, ce n’est pas un rebelle, comme le prétendent certains médias, mais un bandit de grand chemin. Ce genre de personnage ne constitue pas une menace pour le Tchad. Pour la Centrafrique, c’est possible. »
Le 14 août 2012, François Bozizé réaffirme à RFI que Baba Laddé se trouve au Soudan du Sud.
Le 2 septembre 2012, Baba Laddé se rend aux autorités centrafricaines dans la ville de Ippy après avoir annoncé quelques jours avant son retour en RCA son souhait de négocier avec les gouvernements tchadiens et centrafricains.
Il est accueilli officiellement à Bangui le 3 septembre, puis, un avion des Nations unies le transfère à N'djamena le 5 septembre. Le 8 septembre, le communiqué d'accord signifiant la reddition de Baba Laddé est signé par les ministres tchadiens de l'intérieur et de la défense et les ministres centrafricains de l'intérieur et de la défense.
Le 15 janvier 2013, il est nommé conseiller chargé de mission au cabinet du chef du gouvernement du Tchad. 
En conflit avec le premier ministre, il s'exile au Nigeria puis au Niger en septembre 2013. Il voyage au Bénin puis au Kenya où il rencontre Jean-Francis Bozizé (fils de François Bozizé) à Nairobi en novembre, puis Joachim Kokaté à Niamey. Après négociations, le Nigérien toubou Goukouni Zen et le Centrafricain de la Seleka Abakar Sabone ramènent Baba Laddé au Tchad fin janvier 2014.
Le 19 juillet 2014 il est nommé préfet du département de Grande Sido,.
Le 24 novembre 2014, comme la plupart des préfets et sous-préfets des départements tchadiens, Baba Laddé est démis de ses fonctions par décret. Mais s'étant beaucoup investi dans son département, la population de Maro s'oppose à son éviction. Un convoi militaire vient le chercher le premier décembre, mais il s'échappe alors que sa femme et son garde du corps sont maltraités. Il est ensuite signalé le 5 décembre à Bateldjé, en Centrafrique entre Kabo et Batangafo, où ses hommes auraient tués cinq civils, un ministre centrafricain affirme le 8 décembre que la présence de Baba Laddé en RCA n'est pour l'instant qu'une rumeur, mais le 10 décembre, l'ONU annonce que le chef rebelle a été arrêté le 8 décembre à Kabo par la Minusca et transféré à Bangui. Le 11, un ancien ministre, le Cheikh Aboulanwar Mahamat Djarma Khatir apporte son soutien à Baba Laddé.
Il est extradé au Tchad le 2 janvier 2015. Il est enfermé au bagne de Koro Toro.
Dans la crise centrafricaine commencée fin 2012, une partie des combattants du FPR a intégré la Seleka, principalement sous le commandement d'Ali Darassa (ou Ali Darass), ancien bras droit de Baba Laddé et désormais à la tête de sa propre milice peule, l'UPC.
Le 6 décembre 2018, la cour d'appel de N'Djamena le condamne à 8 ans d'emprisonnement ferme.
Après avoir purgé sa peine à Koro Toro, puis à la prison d'Amsinéné à Ndjamena, il est transféré en 2019 à Moussoro. Sa peine de prison prend fin le 5 janvier 2020 mais il n'est libéré que le 7 septembre 2020.
En février 2021, il se présente à l'élection présidentielle de 2021 en février mais sa candidature est refusée par la Cour suprême. En avril 2021, le président tchadien Idriss Déby dit se réconcilier avec Baba Laddé lors d'un meeting politique où ce dernier est présent,.
En octobre 2021, Baba Laddé est nommé directeur général de la Direction générale du renseignement et de l'investigation (DGRI), agence de renseignement de la police nationale, par le chef de l'État Mahamat Idriss Déby.
Le 14 février 2022, il devient secrétaire général adjoint du ministère de la sécurité publique.[réf. nécessaire]
En décembre 2022, Baba Laddé est arrêté et détenu par les services secrets tchadiens. Les chefs d'accusation à l'encontre de Baba Laddé ne sont pas connus mais pourraient être liés à un message de Baba Laddé qui a déplu aux autorités de la République centrafricaine voisine. Il est libéré en février 2023, sans que le motif de son arrestation ne soit connu.
En juillet 2024 il est nommé contrôleur général de la police nationale tchadienne.
Le 16 Octobre 2024, il est nommé par un décret Directeur général 1er adjoint de la police nationale.